# جنگل آسفالت (مجموعه نمایش خانگی)
جنگل آسفالت نام یک مجموعه نمایش خانگی در ژانر درام اجتماعی به کارگردانی پژمان تیمورتاش، تهیه‌کنندگی اسماعیل عفیفه است، پژمان تیمورتاش و مهدی اسدزاده نویسندگی این سریال را برعهده دارند، از بازیگران این سریال می‌توان به نوید محمدزاده، امیر جعفری، مریلا زارعی، فرشته حسینی، علیرضا جعفری، ریما رامین‌فر، نازنین فراهانی، محسن بهرامی، دیبا زاهدی، آزاده صمدی و صفا آقاجانی اشاره کرد.

## خلاصهٔ داستان
هنگامه برای نجات جان برادرش نیاز به پول دارد. او برای آماده کردن این پول دست به خطر بزرگی می‌زند و…

## بازیگران
- نوید محمدزاده پاشا مقیمی
- امیر جعفری ایرج جلالی - ایرج طلا
- آزاده صمدی عاطفه
- مریلا زارعی هما - بانو
- فرشته حسینی هنگامه صباغان
- ریما رامین فر سیمین رشیدیان
- علیرضا جعفری امیر جلالی
- مسعود کرامتی شمس
- نازنین فراهانی ناهید
- دیبا زاهدی غزال رشیدیان
- مجید آقاکریمی داوود جنگلی
- معین شاه‌چراغی دانیال صباغان

- امین میری حمید بهمنی
- نادر پورمهین صابر
- عرفان ابراهیمی جمشید
- مرجان اتفاقیان فرشته مقیمی
- حدیث نظری آرزو جلالی
- روح الله حقگوی
- محسن بهرامی هومن
- رضا سخایی
- حسین فلاح رحیم غنچه
- صفا آقاجانی
- محمدرضا فتحی
- فربد فرهنگ
- آزاده مهدی زاده

## فصل دوم
در برخی از صفحات مجازی به این نکته اشاره شد که «جنگل آسفالت» با پلتفرم پخش‌کننده‌اش (نماوا) درگیر مشکلات مالی است و اولاً ساخت ادامه آن متوقف شده و ثانیاً قرار است به پلتفرم دیگری (فیلم نت) منتقل شود.
اما اسماعیل عفیفه تهیه‌کنندهٔ این سریال به خبرنگار تسنیم گفت: چنین خبرهایی صحت ندارند. ادامه این سریال ساخته می‌شود؛ چرا که برای ما احترام به حقوق مخاطبینی که این سریال را در فصل اول دنبال کردند حائز اهمیت است و از طرفی دیگر، داستان «جنگل آسفالت» پرسش‌هایی در ذهن مخاطب ایجاد کرده که طبیعتاً باید در فصل دوم به آنها پاسخ داده شود و خوشبختانه ما بازخوردهای خوبی داشتیم که تصمیم بر ادامه این سریال گرفته شد اما بعد از مدتی ساخت فصل دوم سریال منتفی شد.